# Gustav Selmer Fougner
Gustav Selmer Fougner, né le 24 août 1884 à Chicago et mort en 4 décembre 1941 à New York, est reporter de guerre, traducteur, et un critique gastronomique connu pour sa chronique quotidienne Along the Wine Trail dans le New York Sun.

## Biographie
Gustav Selmer Fougner naît en 1884 à Chicago dans une famille dano-norvégienne récemment arrivée aux États-Unis. Il est le septième enfant d'Albert Cato Fougner, éditeur et publiciste (1845-1923) et de Mathilde Selmer (1850-1923). Son grand-père maternel Gustav Wilhelm Selmer (1814–1875) est directeur de la troupe de comédien du Trøndelag Teater de Trondheim, en Norvège. En 1890, la famille Fougner rentre en Europe, d'abord à Copenhague, puis en 1893 à Paris. Gustav Selmer Fougner étudie à la Sorbonne, et en 1906 retourne aux États-Unis.
Gustav Selmer Fougner déménage de Chicago à New York en 1906. Le 2 juin 1906, il y épouse Vera Byrtha Ellon (1889-1955). Il travaille comme reporter pour le New York Herald. Il rejoint le New York Sun en 1912, en devient le principal correspondant européen et couvre la Première Guerre mondiale en France, de 1915 à 1917. En 1916, il traduit Gaspard, Les soldats de la guerre, roman autobiographique de René Benjamin ayant obtenu le Prix Goncourt en 1915.
Dans les années suivantes, il travaille pour le Département du Trésor des États-Unis, travaille à nouveau brièvement pour le Sun, devient écrivain indépendant, puis rejoint le Sun en 1931.
Il meurt d'une crise cardiaque en 1941, à cinquante-six ans.

## Critique gastronomique
En 1933, Fougner commence la publication d'une chronique quotidienne dans le Sun intitulée Along the Wine Trail, « Le long de la route des vins ». Il est le premier critique de vin régulier pour un journal de New York après la période de la Prohibition. En plus de discuter de vin, sa chronique comprend des critiques de restaurants et des recettes. En 1939, Fougner publie un guide des restaurants à New York, Dining Out in New York, « Dîner dehors à New-York » et en 1941 Gourmet Dinners. Gourmet Dinners détaille l'implication de Fougner dans de nombreuses sociétés gastronomiques telles que Les Amis d'Escoffier, et raconte les banquets qu'il organise pour leurs membres.
Fougner a été décrit comme présentant l'image classique d'un connaisseur des bonnes choses de la vie. Gras, chauve et toujours impeccablement habillé, il était connu sous le nom de The Baron dans le monde de la gastronomie et du vin,.

## Ouvrages
- (en) René Benjamin (trad. Gustav Selmer Fougner), Private Gaspard, a soldier of France, New York, Brentano's, 1916. (lire en ligne)
- Gustav Selmer Fougner, Along the Wine Trail, The Sun Printing and Publishing Assoc., 1934, 108 p.
- Gustav Selmer Fougner, Baron Fougner suggests : refreshing drinks for the summer season, New York, National Distillers Products Corporation, 1936
- Gustav Selmer Fougner, Dining Out in New York - and What to Order, H.C. Kinsey, 1939
- Gustav Selmer Fougner, Gourmet Dinners, M. Burrows & Co Inc., 1941
- Gustav Semler Fougner et Vincenzo Janni, A good living tour of Italy, Menaglia, 1953